# Mercado Roberto Huembes
El Mercado Roberto Huembes es uno de los principales mercados populares de Managua, Nicaragua. Lleva el nombre del líder revolucionario Roberto Huembes y se ubica en el sector sureste de la capital, en el Distrito V, cerca de la Pista Suburbana. Se caracteriza por su variedad de productos, su zona de artesanías y su terminal de buses interurbanos.

## Historia
El mercado fue inaugurado en 1991 para complementar la red de centros de abasto de la capital y descongestionar el Mercado Oriental. Desde entonces ha sido un nodo comercial importante para productos agrícolas, textiles, electrodomésticos y mercancía en general, atrayendo compradores tanto locales como del interior del país.

## Sectores y productos
El Mercado Roberto Huembes cuenta con áreas diferenciadas para alimentos frescos, carnes, frutas, verduras, ropa, calzado, electrónica y misceláneos. Destaca su galería de artesanías donde se ofrecen productos hechos a mano provenientes de Masaya, Granada y otras regiones. Esta zona es frecuentada por turistas y visitantes internacionales.
Cuenta con servicios de comedor, farmacias, ópticas, barberías, y ofrece servicios públicos como vigilancia, limpieza, baños y parqueo.

## Transporte y conectividad
El mercado es servido por rutas de buses como la 103, 109, 120 y otras. Además, en su lado oeste opera una terminal de buses interurbanos con rutas hacia Masaya, Granada, Rivas, Nandaime y Carazo. Esta característica lo convierte en un punto estratégico para viajeros y comerciantes regionales.

## Problemáticas y mejoras
El mercado ha sido objeto de planes de mantenimiento impulsados por COMMEMA y la Alcaldía de Managua, que incluyen modernización de techos, reparación de drenajes, iluminación y pavimentación. Uno de los retos ha sido el ordenamiento del comercio informal en sus alrededores.